# Aleksander Baworowski
Aleksander Baworowski herbu Prus II – rotmistrz królewski w 1614 roku. Pochodził z rodziny o tradycjach żołnierskich, był synem Wacława, również rotmistrza armii koronnej.